# Museo di storia naturale di Berna
Il museo di storia naturale di Berna (in tedesco: Naturhistorisches Museum der Burgergemeinde Bern) è un museo di Berna in Svizzera. Nel suo insegnamento e ricerca esso collabora strettamente con l'Università di Berna. È visitato da circa 100.000 persone ogni anno.